# 蒂尔凯姆战役
蒂尔凯姆战役是法荷戰爭中一場戰役，發生於1675年1月5日亞爾薩斯內的蒂尔凯姆與科尔马兩城鎮之間。交戰雙方分別為蒂雷納子爵率領的法軍，以及由亞歷山大·馮·布農維爾與布蘭登堡選帝侯腓特烈·威廉率領的奧布聯軍。

## 前奏
1672年，路易十四開始了針對荷蘭的野心戰爭，激起其他歐洲各國的反對，如控制神聖羅馬帝國的奧地利以及布蘭登堡。這些國家的介入將戰爭引向了上萊茵地區，對法國領土造成威脅。1674年，戍守亞爾薩斯地區的法軍指揮官蒂雷納子爵，未能成功阻止神聖羅馬帝國部隊的入侵。隨著該年年底的到來，神聖羅馬帝國軍隊進入了科爾馬地區過冬，紮營地就在法軍冬季兵營的南方數英哩，坐落於阿格諾。
根據當時的戰爭慣例，冬季時應當暫停軍事行動，直到春天的到來。 然而蒂雷納子爵卻決定不依循這個慣例。憑藉孚日山脈這個天然屏障，蒂雷納率軍先向西後再轉南，並於1674年12月27日重新出現在敵軍南邊的貝爾福。在未遭遇抵抗的情形下，法軍於29日抵達米盧斯，這使得神聖羅馬帝國的部隊大為震驚，匆忙撤回蒂尔凯姆。

## 戰役過程
1675年1月5日，蒂雷納子爵及其麾下三萬名法軍遭遇了五萬名神聖羅馬帝國的部隊，後者在布蘭登堡普魯士選帝侯腓特烈·威廉的率領下嚴陣以待。然而當時神聖羅馬帝國的部隊仍未集結完畢以備戰鬥，而接下來的戰鬥也並未依循17世紀的交戰準則。蒂雷納元帥讓法軍向中間部隊發起佯攻，隨後向右翼進攻。當神聖羅馬帝國部隊被這兩部的進攻吸住時，蒂雷納派出第三支部隊繞道他的左翼進攻。他們由山區繞道，藉由地形避開了敵軍的視線。蒂雷納隨後攻佔了蒂尔凯姆這個小城鎮。腓特烈·威廉試圖奪回該城鎮，但他被法軍火炮的猛烈的火力及步兵衝鋒所敗。蒂雷納接著率軍進攻敵軍的極右翼。法軍進攻的速度（在其之前並無火炮砲火）以及利用局部數量優勢，攪亂並打擊了守軍的士氣。神聖羅馬帝國的部隊在遭受三千四百名傷亡後，決定撤退以避免造成更多傷亡。

## 後續發展
現在，由於他們的冬季營地遭到威脅，腓特烈·威廉被迫率軍撤離亞爾薩斯，在科爾馬留下3,000名傷員並前往史特拉斯堡尋求安全後，全軍再由該地橫渡萊茵河，撤回今日德國境內的萊因河右岸。
蒂雷納元帥這場簡短但著名的冬季戰役，被認為是17世紀最耀眼的勝利。在這場戰役中，蒂雷納元帥僅僅是透過兩次非直接性的調度（戰略性、戰術性各一），只付出可忽略的傷亡代價就讓法國免於遭受入侵。

## 註腳
1. 1 2 3  Bodart 1916，第28頁.
2. 1 2  Périni, batailles françaises 6e série, p.136  （页面存档备份，存于）
3. ↑  Longueville 1907，第362頁.
4. ↑  Grant 2017，第370頁.
5. ↑  Eggenberger 1985，第449頁.
6. 1 2 3  Lynn 1999，第133頁.
7. ↑  Lynn 1999，第132頁.
8. ↑  Souza 2009，第120頁.
9. ↑  Bodart 1916，第91頁.
10. ↑  Lynn 1999，第133–135頁.
11. 1 2 3 4  Lynn 1999，第135頁.

## 延伸閱讀
- Berenger, Jean, , Paris: Fayard, 1987

48°05′14″N 7°16′52″E / 48.0872°N 7.2811°E